# Avery Hopwood

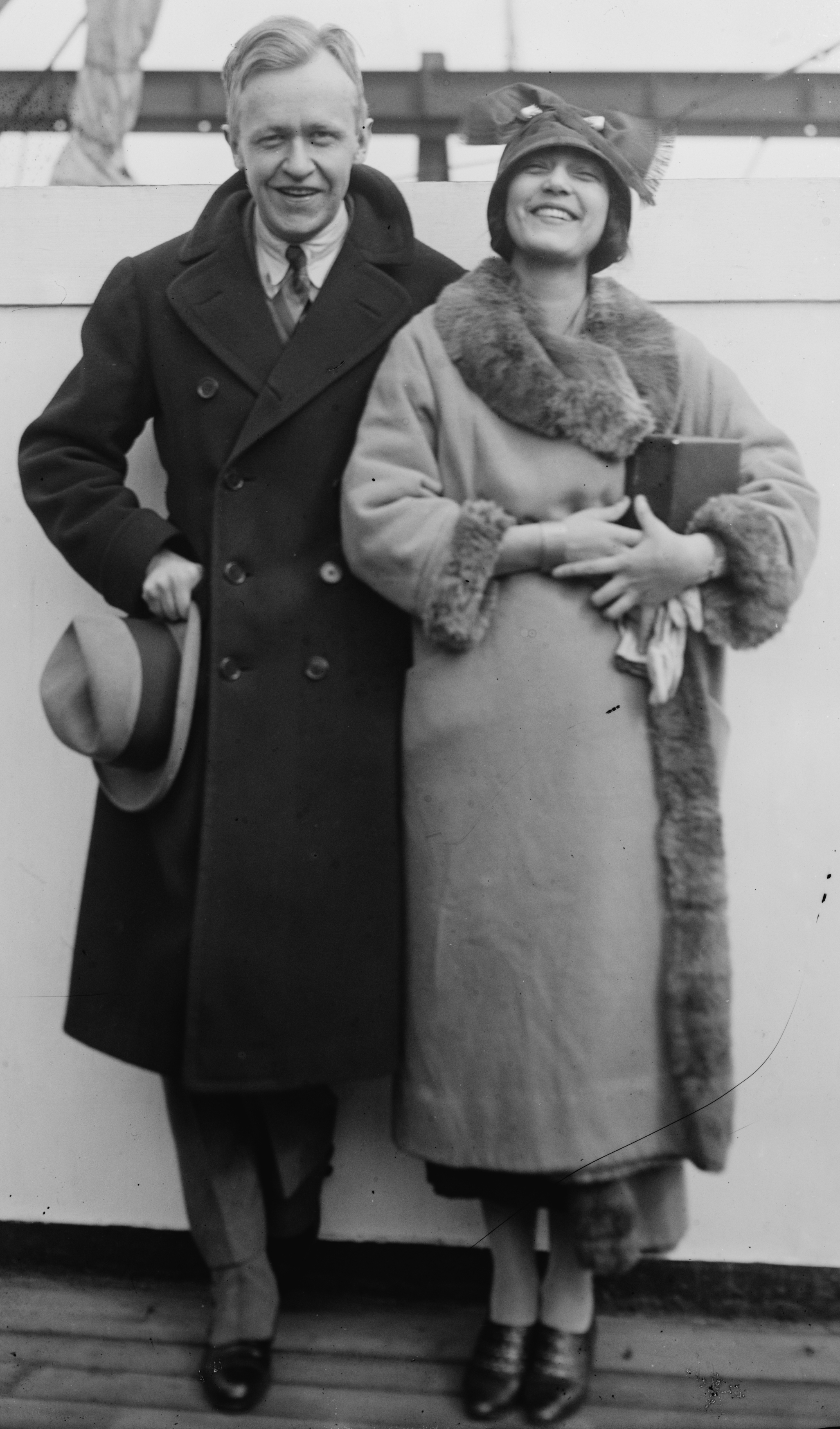
Avery Hopwood com o dançarino espanhol Rose Rolanda, 1924.

James Avery Hopwood (28 de maio de 1882 - 1 de julho de 1928), foi um dramaturgo norte-americano que fez muito sucesso durante a chamada Era do Jazz.
Atuou constantemente na Broadway na década de 1920.

## Literatura
- Avery Hopwood: His Life and Plays, by Jack F. Sharrar (McFarland,1989; University of Michigan Press, 1998)
- Broadway, by Brooks Atkinson.  NY: Macmillan Publishing Co., 1974.
- Fair and Warmer, adapted by Jack Sharrar from Avery Hopwood's comedy. NY: Playscripts, Inc.
- The Great Bordello, a Story of the Theatre, by Avery Hopwood. Edited, with an Afterword by Jack F. Sharrar. NY: Mondial, 2011.
- Matinee Tomorrow, by Ward Morehouse.  NY: McGraw-Hill Book Company, 1948.
- Posing a Threat: Flappers, Chorus Girls, and Other Brazen Performers of the American 1920s, by Angela Latham.  Hanover and London: Wesleyan University Press, 2000.
- The Splendid Drunken Twenties: Carl Van Vechten Selections from the Daybooks, 1922-1930.  Edited by Bruce Kellner.  Urbana and Chicago: University of Illinois Press, 2003.
- "Covarrubias" by Adriana Williams, Austin University of Texas Press, 1994.